# Joseph Barthélemy (generał)

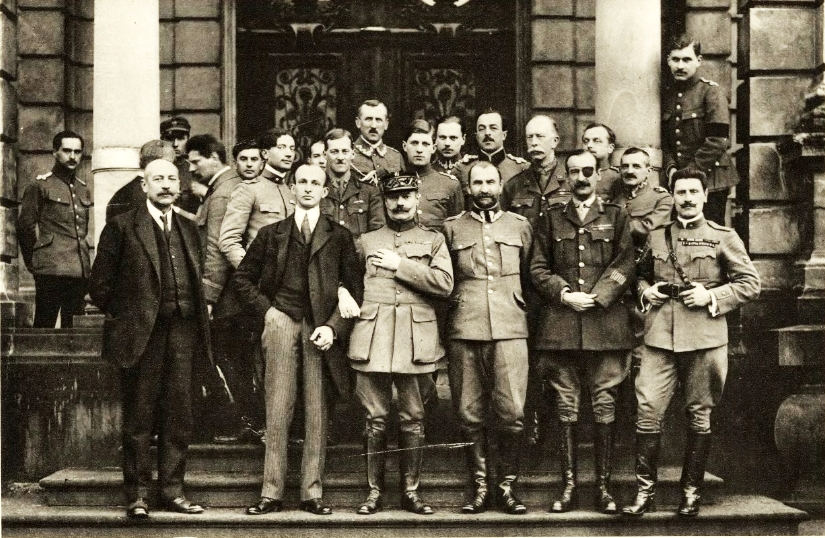
Misja aliancka we Lwowie, luty 1919. Od lewej: Stanisław Wańkowicz, Robert Lord, gen. Joseph Barthelemy, gen. Tadeusz Rozwadowski, gen. Adrian Carton de Wiart, mjr Giuseppe Stabile

Joseph Barthélemy, właśc. Marie-Joseph-Raoul-Léon Barthélemy (ur. 15 stycznia 1867 w Langres, zm. 23 lutego 1951 w Broons) – francuski generał, przewodniczący misji alianckiej do Polski w styczniu-lutym 1919, mediator w wojnie polsko-ukraińskiej, twórca linii Barthélemy’ego.

## Życiorys
Syn Marie Charles’a Paula Barthélemy’ego i Marie Mélanie Bonnaire, ojciec był kapitanem 68 pułku piechoty stacjonującego w Langres. W wieku dziewiętnastu lat obrał karierę wojskową, wstępując do Akademii Wojskowej Saint Cyr, którą ukończył jako podporucznik 1 października 1888. Po służbie w 69 pułku piechoty i 29 pułku piechoty, w 1895 został instruktorem w Akademii Saint Cyr. Awansowany do stopnia kapitana, w 1900 ukończył Ecole Supérieure de Guerre. 
W 1913 w stopniu podpułkownika objął dowodzenie 118 pułku piechoty. Po wybuchu I wojny światowej w 1915 objął dowodzenie 308 brygady piechoty. W 1916 awansowany do stopnia generała brygady, dowodził 27 Dywizją Piechoty na froncie włoskim. Po powrocie do Francji w 1918 dowodził rezerwową grupą armijną.
Po zakończeniu wojny w dyspozycji marszałka Ferdinanda Focha. Członek Międzyalianckiej Komisji Kontroli, przewodniczący podkomisji sił zbrojnych MKK. W styczniu 1919 przewodniczący misji wojskowej skierowanej przez gen. Louisa Franchet d’Espérey do Polski dla zbadania możliwości zawarcia rozejmu w wojnie polsko-ukraińskiej. 28 stycznia 1918 zaproponował we Lwowie propozycję kompromisowej polsko-ukraińskiej linii demarkacyjnej, zwaną od jego nazwiska linią Barthélemy’ego, pozostawiającej Lwów i Borysławsko-Drohobyckie Zagłębie Naftowe po stronie polskiej. Propozycja została odrzucona przez delegację Zachodnioukraińskiej Republiki Ludowej. Barthélemy uczestniczył jeszcze w lutym 1919 we Lwowie w próbie mediacji w konflikcie jako przewodniczący podkomisji Komisji Międzysojuszniczej dla Polski tzw. Komisji Noulensa). Misja mediacyjna zakończyła się 28 lutego 1919 niepowodzeniem wobec ostatecznej odmowy akceptacji warunków rozjemczych (na bazie linii Barthélemy’ego) przez stronę ukraińską.
W 1923 awansowany do stopnia generała dywizji. Dowodził 37 Dywizją Piechoty, następnie (od 1926) XXX Korpusem Armii Renu. Przeniesiony do rezerwy w 1929.
Wielki Oficer Legii Honorowej i Croix de Guerre.